# Turbopompe

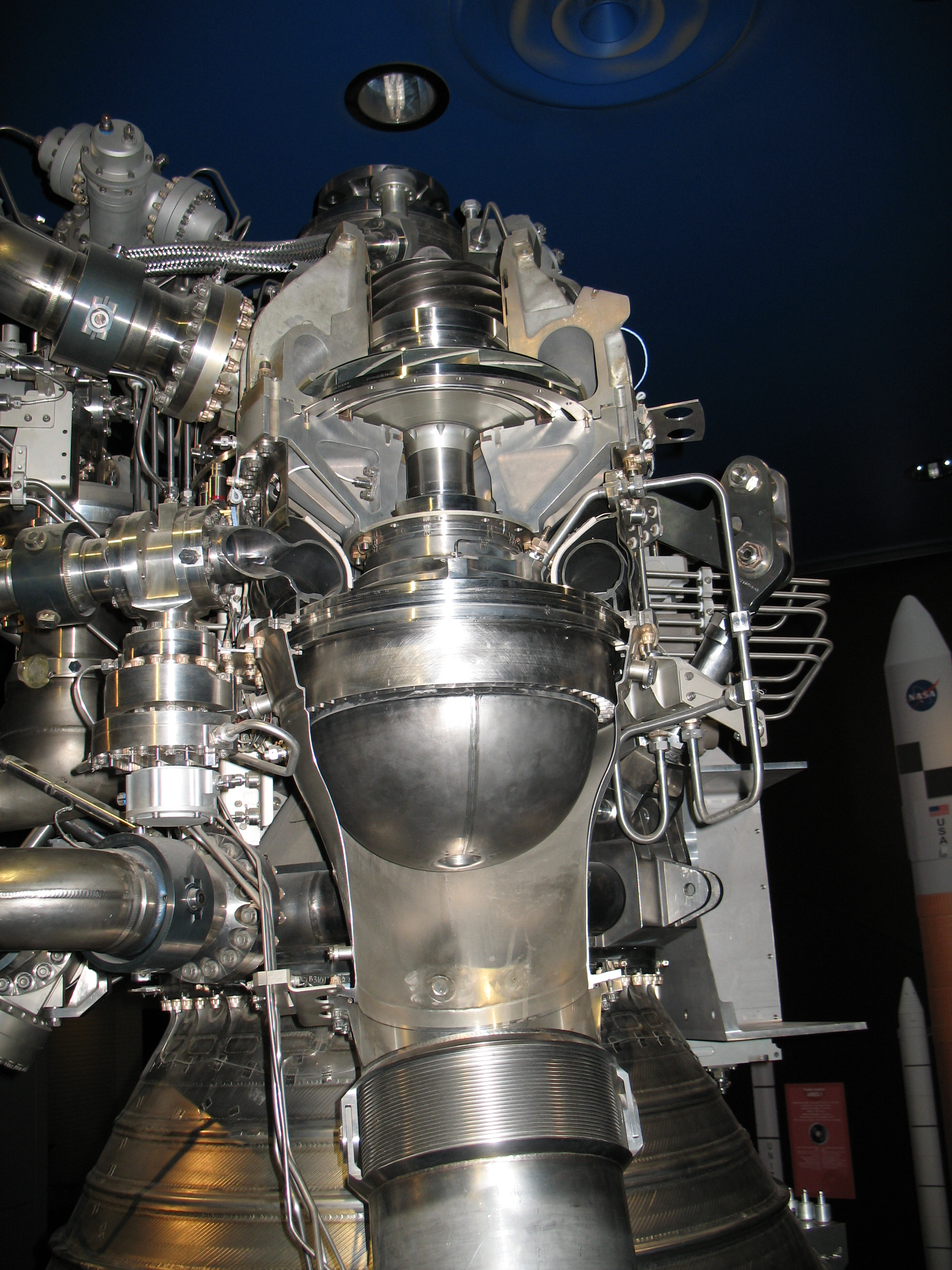
Une des deux turbopompes d'un moteur Vulcain équipant Ariane 5

Une turbopompe est en astronautique une pompe à comburant ou à combustible entraînée par une turbine tournant à plusieurs milliers de tours par minute, qui met sous pression les ergols (carburant et comburant) avant leur injection dans la chambre de combustion d'un moteur-fusée à ergols liquides. Cet élément du moteur joue un rôle essentiel dans la performance du moteur-fusée, car la poussée de celui-ci dépend de la pression des ergols arrivant dans la chambre de combustion.

## Description
La turbine qui entraine la turbopompe peut être mue par les gaz produits par un générateur de gaz. Le générateur de gaz est une petite chambre de combustion dans laquelle est brûlée une faible fraction des ergols : les gaz produits par cette combustion se détendent dans la turbine en entrainant les pompes. La puissance à fournir pour faire tourner les turbines : 500 ch sur le petit moteur HM-7 (7 tonnes de poussée), 14 MW / 19 000 cv sur le moteur Vulcain. Une grande partie de cette énergie est perdue, et sur les moteurs les plus puissants, dits « à combustion étagée », celle-ci est récupérée au prix d'une plus grande complexité : l'ensemble du carburant et une partie du comburant passe par une chambre de pré-combustion, qui tient lieu de générateur de gaz, avant d'entrainer la turbine puis les gaz produits sont réinjectés dans la chambre de combustion principale.
La turbopompe permet d'atteindre, pour les moteurs les plus performants, des pressions élevées : 423 bars en sortie de pompe sur le moteur cryotechnique SSME de la navette spatiale américaine, 270 bars pour le moteur de la fusée japonaise H-IIA. La pression, la vitesse de rotation (100 000 tours par minute pour la turbopompe à hydrogène du moteur Vinci), le débit (4 tonnes par seconde pour le SSME) et les températures extrêmes des ergols cryogéniques font de la turbopompe la pièce la plus complexe à concevoir dans une fusée.

## Alternative
Lorsque la pression dans la chambre de combustion est inférieure à environ 20 bars (moteur-fusée à faible poussée), la turbopompe est remplacée par une simple mise sous pression des réservoirs d'ergols, réalisée par exemple à l'aide d'hélium stocké sous très haute pression. Au-delà de 20 bars, l'épaisseur des parois des réservoirs nécessaire pour résister à la pression engendre un poids excessif, et les constructeurs ont recours aux turbopompes.